# Ешмет
Ешме́т (рос. Эшмет) — присілок у складі Юкаменського району Удмуртії, Росія.
Населення — 15 осіб (2010; 30 в 2002).
Національний склад (2002):
- удмурти — 93 %